# Karád
Karád község Somogy vármegyében, a Fonyódi járásban.

## Fekvése
Karád Külső-Somogy területén a Balatonlelle–Kaposvár közti 67-es főút és a Kaposvár-Szántód közti 6505-ös út között fekszik, az Andocs-Látrány útvonalon vezető 6514-es út mentén. A települést érinti a Kaposvár–Siófok-vasútvonal, melynek egy megállási pontja van itt; Karád megállóhely közúton a 6514-es útból kiágazó 65 312-es úton érhető el.
A községhez a legközelebbi városok Tab és Balatonlelle. Karád község a balatoni régió háttértelepülése, a Balatonboglári borvidék részét képezi.

## Története
A legújabb régészeti és történeti kutatások alapján Karád már Árpád fejedelem idején lakott volt. Erre bizonyíték a település „fekete” jelentésű kara török szóból származó neve.
Karád és vidéke, feltehetően 948 után, már a bizánci érdekszférához tartozhatott. Ezt még megerősíti Koppány herceg itteni kupavári és környéki birtoklása. Elmondhatjuk, hogy Karád ősi településének kialakulása már az Árpád-házi hercegekhez, de legkésőbb Koppány vezér 10. század végi uralkodásához köthető.
A régi katonai térképeken kikereshetjük Karád történelmi helyeit. Az északnyugati részen megtaláljuk a Guba- vagy Kupa-várat. Az már biztos, hogy itt Árpád-kori vár állott, mert 13. századi oklevél is említi. A történészek szerint III. Béla király is a makrai várnál lévő szőlőket földekkel, berkekkel és tartozékaikkal együtt adományozta a Jeruzsálemi Szent Theodózius görög monostornak.
A 10 000-es léptékű katonai térképen látható a mai Karád közepén az Alsó-Vár, a Kálvária-ajja vagy alja, valamint a Vásártér, ahol a korai Kara, az 1131-41 közötti időből származó oklevélben már leírt Karád temploma, települése és a 16-17. századi másik, úgynevezett török vára állt.
A mai Karád település területén a középkorban öt-hat falu állt templomokkal, kolostorral és várakkal. A török időben, többnyire a 17. században elpusztult települések ugyanis határukkal együtt Karádhoz kerültek. Így legalább 500 éve Karád fontos részei.
A török uralom felszámolása után, 1695-ben Karádot Kaposvár után Somogy vármegye legjelentősebb településének, fontos mezővárosának tartották. Szépen fejlődött a Rákóczi-szabadságharc küzdelmei után is.
1782-ben már mezővárosként szerepelt Karád: a lakosság lélekszáma 1978 fő volt, a karádi takácsok és szabók pedig céhet is alapítottak. A templomot 1742-ben kezdték el építeni. Az 1831-es kolerajárvány 161, az öt évvel későbbi 201 áldozatot követelt, majd ennyien haltak meg 1855-ben is.
A szabadságharc kitörése után a nemzetőrség segítségére sietett a Karádon tartózkodó lovasszázad, s részt vett Jellacsics csapatainak szétverésében. 1850-ben létrejött a Karádi járás, ahol vegyes szolgabírói hivatal kezdte meg működését. A korabeli nád- és zsúptetős házak nagy szegénységről árulkodtak. A kiegyezést követően a „közigazgatási harc” már 1870-ben megkezdődött Karád, Kötcse és Tab között a járási székhelyi rang megszerzéséért: két évvel később a település nagyközség lett. A századfordulót követő években élénk társadalmi élet jellemezte a települést, sorra alakultak az újabb és újabb civil szerveződések.
Az első világháborúban 119 karádi férfi halt hősi halált, emlékükre emlékművet állítottak fel a faluban. A harctérről tért haza Fischer Albert orvos, aki fő szervezője lett a községben a tanácsköztársasági eseményeknek. A helyi munkástanács államosította a malmot, a takarékszövetkezetet és a mészárszéket. Később, a megtorlások idején Fischer doktort és tíz társát felakasztották ekkori tevékenységükért.
1925-ben a parasztság igénye hívta életre a hitelszövetkezetet, amelynek segítségével a térség lakói könnyebben juthattak pénzhez. Az óvodát a térség legrégebbi gyermekintézményét 1894-ben alapította báró Hornig Károly veszprémi püspök, bíboros, Karád földesura. 1936 őszén missziós nővérek vették át.
1935 tavaszán alakult meg az Országos Magyar Bokréta Szövetség karádi csoportja. A karádi Gyöngyösbokréta jelentős hírnevet szerzett, bejárta Európa országait, legnagyobb sikereit a kanásztánccal érte el.
A második világháború után a községben megalakultak a pártok. Itt rendezték a Tabi járás első földosztását. 1950-től megalakultak a mezőgazdasági termelői csoportok, melyek 1956-ban oszlottak fel. 1957-ben szerveződött újjá a termelőszövetkezet.
1950-ben alakult meg a településen a községi tanács, ekkorra ellátták a lakásokat árammal, államosították az óvodát, az iskolát és a gyógyszertárat. A hatvanas években létrejött a ruhagyár, mely munkát biztosított a helyi és környékbeli asszonyoknak. 1973-74-ben készült el a törpevízmű.
A rendszerváltást követően Karádon is létrejöttek a politikai pártok csoportjai - az MSZP, az MDF, a KDNP és a Kisgazdapárt. Sajnos a korábbi rendszer bukása után sok munkahely megszűnt és ezáltal a lakosság megélhetése nagyon nehéz lett. A 2002. évben volt Karád 1000 éves, s erről színvonalas, színes ünnepséggel emlékeztek meg.
A 2010-es évek elején az Európai Unió kohéziós alapjából származó pénzből felépült vadászok fogadására egy vendégház, amelyet Mondok József, Izsák város polgármestere kizárólagosan saját célra használt haláláig.

## Közélete

### Polgármesterei
- 1990–1994: Kovacsik Lajos (MSZP)[5]
- 1994–1998: Wiesner Sándor (MDF)[6]
- 1998–2002: Wiesner Sándor (MDF-Fidesz-FKgP-KDNP-Somogyért)[7]
- 2002–2006: Wiesner Sándor (MDF)[8]
- 2006–2007: Baranyai Károlyné (független)[9]
- 2008–2010: Baranyai Károlyné (független)[10]
- 2010–2011: Baranyai Károlyné (független)[11]
- 2011–2014: Schádl Szilárd (független)[12][13]
- 2014–2019: Schádl Szilárd (független)[14]
- 2019–2023: Schádl Szilárd (független)[15]
- 2024–2025: Schádl Szilárd (független)[1]

A településen 2008. január 6-án időközi polgármester-választást (és képviselő-testületi választást) tartottak, az előző képviselő-testület önfeloszlatása miatt. A választáson az addigi polgármester is elindult, és magabiztos arányban, három jelölt közül a szavazatok abszolút többségét megszerezve meg is nyerte azt.
2011. november 20-án ismét időközi választást kellett tartani Karádon, és ezúttal is testületi önfeloszlatás okán. A választáson a 2006 óta hivatalban lévő polgármester ezúttal is elindult, ám ekkor alulmaradt két kihívójának egyikével szemben.
Ugyanilyen okból tűztek ki időközi polgármester-választást (és képviselő-testületi választást) a településen 2023. augusztus 6-ára is – de az a választás jogszabályváltozás miatt elmaradt –, illetve 2025. szeptember 7-ére is.

## Népesség
A település népességének változása:
| Lakosok száma | 1584 | 1560 | 1561 | 1437 | 1479 | 1469 | 1433 |
|               | 2013 | 2014 | 2015 | 2021 | 2022 | 2023 | 2024 |

A 2011-es népszámlálás során a lakosok 82,3%-a magyarnak, 7,1% cigánynak, 3,2% németnek mondta magát (16,1% nem nyilatkozott; a kettős identitások miatt a végösszeg nagyobb lehet 100%-nál). A vallási megoszlás a következő volt: római katolikus 61,4%, református 3,4%, evangélikus 1,2%, görögkatolikus 0,3%, felekezet nélküli 5,1% (27,7% nem nyilatkozott).
2022-ben a lakosság 87,3%-a vallotta magát magyarnak, 5,3% cigánynak, 2,5% németnek, 0,1-0,1% lengyelnek, görögnek, örménynek, bolgárnak és románnak, 1,8% egyéb, nem hazai nemzetiségűnek (10,8% nem nyilatkozott; a kettős identitások miatt a végösszeg nagyobb lehet 100%-nál). Vallásuk szerint 40,2% volt római katolikus, 3,4% református, 0,5% evangélikus, 0,2% görög katolikus, 1,1% egyéb keresztény, 1,5% egyéb katolikus, 10% felekezeten kívüli (43,2% nem válaszolt).

## Nevezetességei
- Gárdonyi-iskola – a kisiskola épülete, ahol Gárdonyi Géza tanított és Kodály Zoltán zenét gyűjtött
- A karádi hímzés
- A karádi népdalok
- A karádi néptánc
- A karádi búcsú
- Egyháztörténeti – egyházművészeti kiállítás

### A római katolikus templom
A római katolikus templom a Szent László tér 1. szám alatt található. A barokk stílusú templom alapkövét 1742-ben tették le, ekkor a sekrestye és a szentély került megépítésre. A felszentelt templom védőszentje Szent László magyar király lett. A templom 1749-ben szilárd anyagból készült tornyot kapott. 1861-ben a templomot két oldalszárnnyal bővítették és felül két karzattal. 1908-ban az oldalhajók bővítésre szorultak, ekkor alakult ki a jelenlegi állapot. A templom 1927. november 27-én 4 új harangot kapott, melyeket Szlezák László harangöntő készített. A templomban található freskókat 1934-ben újrafestették, a munkát Miskolczy Ferenc festőművész végezte el. A templom mennyezetét négy allegorikus freskóval, a fő ívet kiterjesztett kezű Jézus-freskóval, a galériák feletti íveket a négy evangelista freskóival, a szentély mennyezetét pedig szintén egy allegorikus freskóval díszítette. 1977-ben új liturgikus tér került kialakításra. 1983-ban az orgona átépítésre került.

### Tájház
A tájház az Attila u. 12. szám alatt található. Az épület a 19. század végén épült és most is őrzi eredeti formáját. Ebben a népi lakóházban kerülnek bemutatásra a helyi népművészeti értékek. Az épület teljes felújítása és a bemutatott anyagok restaurálása 2002-ben fejeződött be és ezáltal újra látogatható.

### Kopácsy-kúria
A Kopácsy-kúria az 1890-es években épült, klasszicista stílusban. A Kopácsy család tulajdona volt. Régebben itt volt a jegyzőség, majd ipari üzemként hasznosították. Az épületet tulajdonló cég az épületet - egyre romló állapotában - árulja.

### Régi óvoda
A régi óvoda épülete a Kossuth Lajos u. 2. szám alatt található. Az épület 1804 körül épült. A Veszprémi püspökség építtette és egyben tulajdonosa is volt. Az épületben felhasznált téglákat a leventék égették a helyi téglaégetőben. Az épület észak-déli szárnya csehsüvegboltozatos, a kelet-nyugati szárny stukatúrozott, gerenda födémmel, kettős cserépfedéssel.
Az épület fő funkciói voltak: tiszttartó lak, tiszti lak, iskola, óvoda, majd az általános iskola konyhájaként és étkezőjeként üzemelt. Az épületet a falu szerette volna felújítani és új funkciót adni neki. A tervek szerint turista- és diákszálló, valamint szolgálati lakás került volna kialakításra az épületben. Jelenleg (2014) továbbra is romos állapotban várja az időközben magánkézbe került épület a felújítást.

## A településen gyűjtött népdalok
| Cím                          | Gyűjtő       | Év   |
| ---------------------------- | ------------ | ---- |
| A karádi faluvégen           | Dávid Gyula  | 1933 |
| Rén a bárány                 | Vikár László | 1953 |
| Fót hátán fót, egy üngöm vót | Dávid Gyula  | 1938 |

## Testvértelepülése
- Deáki (Felvidék)